# Schützberg
Schützberg là một đô thị thuộc huyện Wittenberg, bang Saxony-Anhalt, Đức.